# Maja Storck
Maja Storck (Münchenstein, 8 ottobre 1998) è una pallavolista svizzera, opposto del Talmassons.

## Carriera

### Club
La carriera di Maja Storck inizia nelle giovanili del Münchenstein nel 2007, dove resta fino al 2014. Nella stagione 2014-15 esordisce nella Lega Nazionale A svizzera grazie all'ingaggio da parte dello Sm'Aesch Pfeffingen.
Nella stagione 2018-19 si trasferisce in Germania per giocare nel PTSV Aachen, nella 1. Bundesliga: è nella stessa divisione anche per la stagione 2020-21 vestendo però la maglia del Dresdner, con cui, in due annate di permanenza, vince lo scudetto 2020-21 e la Coppa di Germania 2021-22.
Per il campionato 2022-23 firma per il Chieri '76, nella Serie A1 italiana, aggiudicandosi la WEVZA Cup e la Challenge Cup. Nella stagione 2023-24 difende i colori del Pinerolo, mentre in quella successiva si accasa alla Megavolley: tuttavia, a campionato in corso, viene ceduta al Talmassons, sempre in Serie A1.

### Nazionale
Nel 2015 è convocata nella nazionale svizzera under 18, mentre nel 2016 è in quella under 19.
Ottiene le prime convocazioni nella nazionale maggiore nel 2016.

## Palmarès

### Club
- Campionato tedesco: 1

2020-21
- Coppa di Germania: 1

2021-22
- Challenge Cup: 1

2022-23
- WEVZA Cup: 1

2022

### Premi individuali
- 2016 - Supercoppa svizzera: MVP